# Maurício Reis
João Maurício da Costa (Santa Rita, 27 de junho de 1942 — Bonito, 22 de julho de 2000), conhecido artisticamente por Maurício Reis, foi um cantor brasileiro.
Era representante do estilo conhecido como brega. Em 29 anos de carreira, gravou 27 álbuns, entre LPs e CDs.
Seu LP Fim de Noivado (1973), curiosamente, que contém "Verônica", foi produzido por Luís Paulo e Hyldon — autor de "Na rua, na chuva, na fazenda" — sucesso regravado já nos anos 2000 pela banda Kid Abelha — e "As Dores do Mundo".
Maurício morreu em 22 de julho de 2000, aos 58 anos de idade, num acidente automobilístico ocorrido no município pernambucano de Bonito, causado pelas fortes chuvas que caíam na região, inundando a pista da PE-109 e provocando uma derrapagem que jogou seu carro (um Fiat Tempra) na barragem do Prata. Curiosamente, a canção "Lenço Manchado" (de Isaías Sousa), que consta do LP Fim de Noivado, conta a história de um acidente de carro. Seu filho, o tecladista Maurício Inácio Costa, dirigia o carro no momento do acidente, e conseguiu sobreviver.
A família do cantor está processando o Departamento de Estradas de Rodagem pela falta de sinalização na estrada, o que teria sido causa do desastre.

## Discografia

### Discos de Carreira[2][3]
| Álbum                    | Formato | Ano  | Gravadora               | Cátalogo   | Notas/Referências |
| ------------------------ | ------- | ---- | ----------------------- | ---------- | ----------------- |
| Fim De Noivado           | LP      | 1973 | Polyfar/Philips         | 2494 510   |                   |
| O Poeta Do Cravo Branco! | LP      | 1974 | Polyfar/Philips         | 2494 526   |                   |
| O Romântico              | LP      | 1975 | Polyfar/Philips         | 2494 543   |                   |
| A Vida Pelo Seu Amor     | LP      | 1976 | Polyfar/Philips         | 2494 571   |                   |
| Pedido Matrimonial       | LP      | 1977 | Polyfar/Philips         | 2494 583   |                   |
| Aliança Devolvida        | LP      | 1978 | Entré/CBS               | 104411     |                   |
| A Promessa               | LP      | 1979 | Entré/CBS               | 104449     |                   |
| Coluna Social            | LP      | 1980 | Veleiro/CBS             | 2003       |                   |
| Escravo do Amor          | LP      | 1982 | Araponga/Lança/Polygram | 6488 199   |                   |
| Perdoa-me                | LP      | 1983 | Araponga/Lança/Polygram | 814 371-13 |                   |